# Touch the Sky (singel)
„Touch the Sky” – singel jamajskiego piosenkarza Seana Paula wykonany wspólnie z DJ-em Ammo, wydany w 2012 roku.

## Lista utworów
- CD singel (23 maja 2012)[1]

1. „Touch the Sky” – 3:53

## Notowania na listach przebojów
| Kraj              | Lista (2012)    | Najwyższa pozycja |
| ----------------- | --------------- | ----------------- |
| Belgia (Walonia)  | Ultratop 50     | 6                 |
| Belgia (Flandria) | Ultratop 50     | 25                |
| Niemcy            | Singles Top 100 | 31                |
| Austria           | Singles Top 75  | 44                |
| Francja           | Top 200 Singles | 139               |